# Marcel Aubour
Marcel Aubour (Saint-Tropez, 1940. június 17. –) francia válogatott labdarúgókapus.

## Pályafutása

### A válogatottban
1964 és 1968 között 20 alkalommal szerepelt a francia válogatottban. Részt vett az 1966-os világbajnokságon.

## Sikerei, díjai
Olympique Lyon
- Francia kupa (1): 1963–64

Rennes
- Francia kupa (1): 1970–71
- Francia szuperkupa (1): 1971